# Португальская рабочая демократическая партия
Португальская рабочая демократическая партия (порт. Partido Trabalhista Democrático Português) — португальская правая социал-демократическая партия, действовавшая в мае—сентябре 1974 года. Создана через несколько дней после Революции гвоздик. Занимала антикоммунистические позиции, поддерживала правые силы и генерала Спинолу. Запрещена властями после сентябрьского кризиса.

## Первая послереволюционная партия
Португальская рабочая демократическая партия (Partido Trabalhista Democrático Português, PTDP) была первой из новых политических партий, созданных после Португальской революции 1974 года. Собрание учредителей состоялось в Лиссабоне 3 мая 1974. Генеральным секретарём PTDP был избран Фернанду Коррейя Рибейру, членами правления — Карлуш да Силва Фернандеш, Мануэл Лопеш Барбоза, Жозе Гонсалвиш да Силва, Жозе Гама, Франсишку Саншеш, Луиш Баррозу.

## Социальная идеология
Идеология партии трактуется как правая антимарксистская социал-демократия. PTDP позиционировалась как партия трудящихся и демократический центр. Партия выступала под лозунгами «Нет — эксплуатации человека человеком! Нет — эксплуатации человека государством!», отвергала все виды тоталитарной диктатуры (фашистскую, империалистическую, коммунистическую, марксистскую), призывала к единству трудового народа, интеграции Португалии в демократическую Европу. Выдвигался комплекс социально-экономических требований по обеспечению права на труд, достойные заработки, всеобщий доступ к образованию, поддержке семьи. (Можно усмотреть сходство с идеями Боба Сантамарии и позициями — вплоть до названия — австралийской Демократической лейбористской партии.)
В отношениях с колониями предлагалась «настоящая федерация с равенством прав и обязанностей», «великое сообщество лузофонского мира». Отдельно поднимался вопрос о положении португальских трудовых мигрантов в странах ЕЭС, прежде всего во Франции. PTDP обещала пересмотреть действующие межгосударственные соглашения в пользу португальских рабочих и улучшить экономическую ситуацию в самой Португалии — дабы создать мигрантам возможность возвращения на родину.

## Антикоммунистическая политика
В политических конфликтах 1974 года Португальская рабочая демократическая партия занимала резко антикоммунистические позиции. 10 июня 1974 PTDP объявила своим почётным председателем лидера правых сил страны президента Антониу ди Спинолу и призвала присвоить ему воинское звание маршала (интересно, что в 1981 Спинола действительно стал маршалом).
В начале июля 1974 года PTDP поддерживала план премьера Палма Карлуша, направленный против компартии и левого крыла Движения вооружённых сил. 10 июля 1974 PTDP, Португальское федералистское движение / Партия прогресса (MFP/PP), Португальское народное движение (MPP) и Либеральная партия (PL) направили обращение к президенту Спиноле с призывом активно противодействовать политической экспансии коммунистов и леворадикалов — прежде всего прорвать информационную блокаду в СМИ. PTDP, MFP/PP и PL состояли в правой коалиции Объединённый демократический фронт (откровенно салазаристские Движение португальского действия и Португальская националистическая партия не присоединились к этой коалиции).
Португальская рабочая демократическая партия поддержала движение «молчаливого большинства» в поддержку Спинолы и правых сил. После подавления выступлений 28 сентября 1974 PTDP была запрещена властями.
Несмотря на раннее создание партия мало повлияла на политическую ситуацию в стране. Важная причина состояла в том, что нишу правой социал-демократии заняли сторонники Мариу Соареша из более сильной Социалистической партии. В 2009 году была создана левоцентристская сила с подобным названием — Португальская рабочая партия.

## Символика
Эмблемой партии являлась рука с засученным рукавом над станочной шестерёнкой на красно-зелёном фоне при аббревиатуре PTDP.